# Mezoderma
Mezoderma (łac. mesodermis; gr. mésos ‘środkowy’, dérma ‘skóra’) – środkowa warstwa komórek zarodka, trzeci listek zarodkowy trójwarstwowców umiejscowiony pomiędzy entodermą i ektodermą. Powstaje pod koniec gastrulacji z uwypuklenia komórek listków zarodkowych. W dalszym rozwoju różnicuje się na:
- mezodermę przyosiową, z której powstają metameryczne somity,
- mezodermę pośrodkową (nefrotom), z której rozwijają się narządy moczotwórcze,
- mezodermę boczną, tworzącą worki obejmujące jelito.